# Pelargonium exhibens
Pelargonium exhibens är en näveväxtart som beskrevs av P. Vorster. Pelargonium exhibens ingår i släktet pelargoner, och familjen näveväxter. Inga underarter finns listade i Catalogue of Life.